# تا تنن
كان تاتنن (كان يسمى أيضا تانن و تاننو و تانوو) إله التل البدائي في الديانة المصرية القديمة، اسمه يعني حرفيا الأرض المرتفعة  أو الأرض العالية ، فضلا عن أنه أيضا يعني الإشارة إلى طمي النيل، كما كان إله العالم الآخر البدائي  ، وقد تم ربط تاتنن مع عملية الخلق، وقيل إنه كان حامي الطبيعة المخنث (مزدوج الجنس) في منطقة منف (المعروفة آنذاك باسم من نفر)، العاصمة القديمة لمقاطعة الجدار الأبيض (إنب حز) في مصر السفلى.
و كان تاتنن ممثلاً للأرض التي ولدت في لحظة ارتفاعها من الفوضى المائي، مماثلة إلى التل البدائي (بن بن) والمصطبة والأهرامات في وقت لاحق. وكان ينظر إليه على أنه مصدر «الغذاء والمؤن والقرابين الإلهية، وكل الأشياء الجيدة»، كما كانت مناطق نفوذه في عمق الأرض «و منها يظهر كل شيء»، بما في ذلك على وجه التحديد النباتات والخضار والمعادن. كان والده الإله الخالق خنوم الذي صنعه على عجلة الخزاف من طين النيل في لحظة خلق الأرض  ، هذا الصفة منحته ألقاباً هي: «الخالق والأم التي أنجبت كل الآلهة» و «أبو الآلهة» ، لقد كان ممثلا لجسد مصر (بسبب ارتباطاته مع إعادة الولادة ونهر النيل) وكان أحد تجليات إله الأرض جب، ومصدراً للإلهام الفني والإبداع ، فضلا عن مساعدته للموتى في رحلتهم إلى الآخرة.
و يظهر لأول مرة في نصوص التوابيت، حيث يظهر اسمه تاننو أو تانوو بمعنى «الأرض الخاملة»، وهو الاسم الذي يميز إلها للحالة البدائية التي كانت عليها الأرض، توفر النصوص الدولة الوسطى الأمثلة الأولى من صيغة الاسم تاتنن.
بواسطة عصاه صد تاتنن الثعبان الشرير أبوفيس بعيدا عن التل البدائي، كما انه يملك أيضاً صولجاناً سحرياً مخصصاً للصقر المبجل باسم «الأبيض العظيم خالق الأرض» ، في سياق واحد، جلب تاتنن أعمدة دد الخاص بالاستقرار للبلاد، لكن هذا الفعل يعزى بشكل أكثر شيوعاً إلى بتاح.

## بتاح- تاتنن
كان الاثنان تاتنن وبتاح آلهة من منف، وكان تاتنن الإله الأكثر قدماً من بتاح، وتم دمجه مع بتاح في عصر الدولة القديمة في صورة بتاح- تاتنن، بصفتهم الآلهة الخالقة، مرورا بالأسرة التاسعة عشرة حيث أصبح بتاح- تاتنن هو النموذج الأوحد للإله تاتنن، وقد كان يُعبد كإله الخلق الملكي، ويمكن أن ينظر إلى بتاح- تاتنن على أنه والد أجدود هرموبوليس، وهي الآلهة الثمانية (الثامون) الممثلين هم أنفسهم للعناصر البدائية قبل الخلق.

## تصويره
صورة تاتنن الغامضة هي نتيجة لطبيعة الفترة العتيقة التي كان يعبد فيها، فضلا عن الارتباك اللاحق عندما تم دمجه مع بتاح. وهو الذي كان دائما في شكل إنسان، ويجلس عادة بلحية فرعونية، ويرتدي إما تاج أتف (كما كان يفعل بتاح-سكر) أو، وهو الأكثر شيوعا، يعلو تاجه زوج من قرون الكبش يعلوهما قرص الشمس وريشتان طويلتان. وتحت اسم تاننو أو تانوو، ومن الواضح أنه كان إلها للعالم الآخر في هذه الصورة، كان يحمل معه اثنين من الثعابين على رأسه ،  وكان في نفس الوقت مؤنث ومذكر، وذلك نتيجة من لاعتباره إلهاً بدائياً وخالق. وتظهر بعض الصور تاتنن مع بشرة خضراء (الوجه والذراعين)، وهو مما يعطي إشارة لصلاته بالخصوبة وارتباط العالم الآخر مع النباتات.